# Ravlunda Bränneri

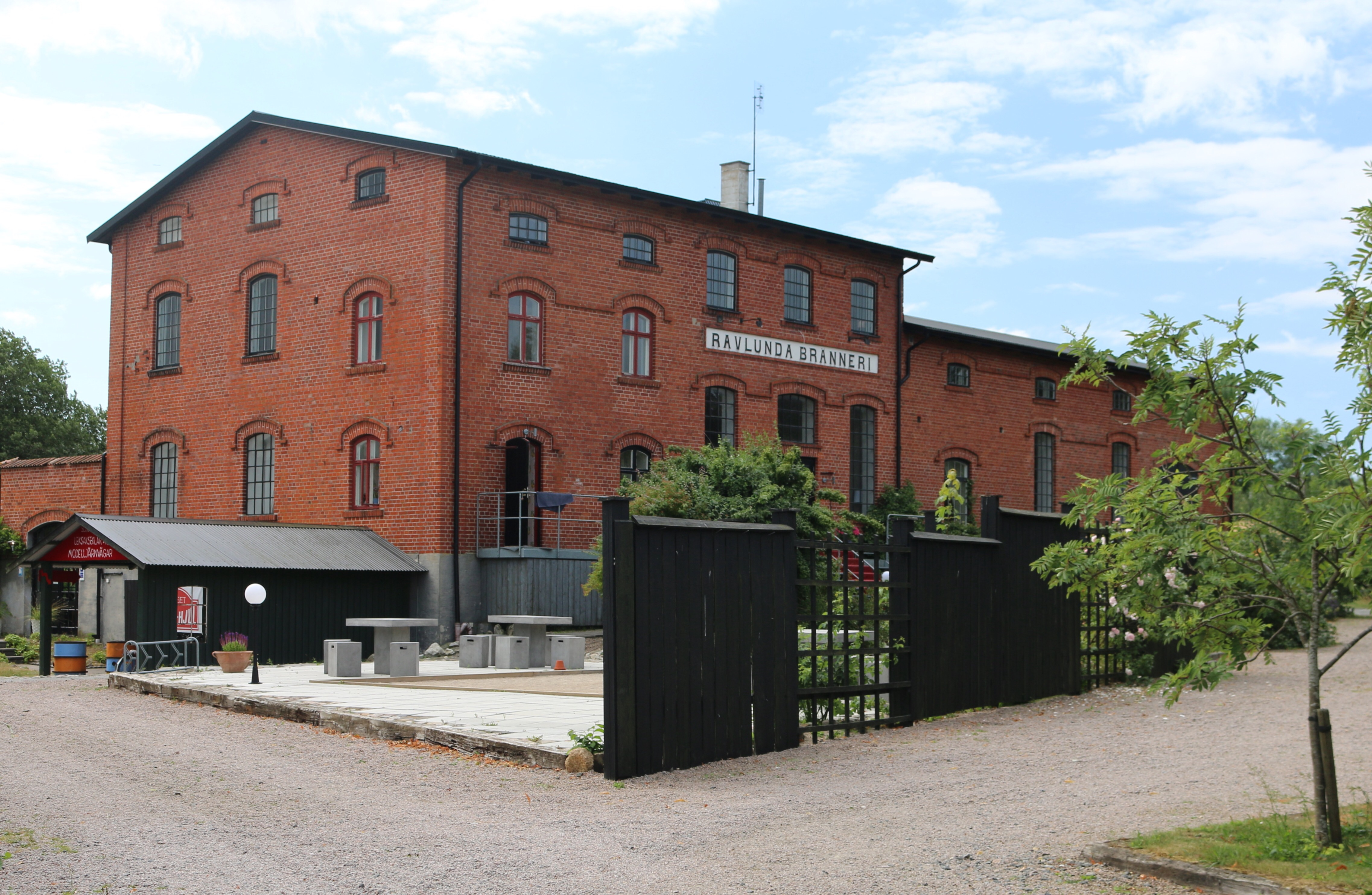
Ravlunda bränneri

Ravlunda Bränneri är ett före detta bränneri i Ravlunda som ligger bredvid den gamla stationen Ravlundabro.
Förut transporterades spriten via järnväg till Åhus. 1967 upphörde bränningen i Ravlunda och 10 år senare var bränneriet i Tings Nöbbelöv det enda bränneriet i Sverige som var kvar i drift.